# Gary City
La ville américaine de Gary City est située dans le comté de Panola, dans l’État du Texas. Lors du recensement de 2010, elle comptait 311 habitants.

## Source
- (en) Cet article est partiellement ou en totalité issu de l’article de Wikipédia en anglais intitulé « Gary City, Texas » (voir la liste des auteurs).